# Luis Acosta Moro
Luis Acosta Moro (Barcelona, 9 de abril de 1941 - Barcelona. 28 de mayo de 2014) fue un escritor, ilustrador, dibujante, fotógrafo, publicista, director cinematográfico y productor español.

## Biografía

### Primeros pasos
Inició sus estudios en el colegio Patronato de La Sagrada Familia y San Ignacio de Loyola de Barcelona. Posteriormente, los continuó en la Academia Durán, donde estudió hasta los catorce años, edad en la que empezó a trabajar, pero siguiendo con la investigación de nuevas técnicas en diversos aspectos de la expresión plástica y del arte en general. 
Sus primeros dibujos muestran en una etapa temprana su fuerte personalidad. En ellos se observan atrevidas pinceladas con acusados contrastes de líneas vanguardistas. 

### Trayectoria artística

#### Primera etapa: Ilustrador y Decorador
Comenzó su actividad profesional en 1955 como aprendiz de dibujante en la empresa catalana de publicidad “Roldós”. Al poco tiempo fue contratado por los Almacenes “El Águila” en los que ejerció como escaparatista, a la vez que colaboraba con diferentes estudios. A los 18 años montó su primer estudio gráfico, ya como empresario, realizando en esta época, numerosas ilustraciones que serían reproducidas en forma de postales, christmas, calendarios, tarjetas, etc. Muchas de ellas aparecieron firmados con el seudónimo  “Tamoro”. (de Acos-tamoro).
Al cabo de unos años, en 1960, fue nombrado Director Artístico de la Editorial Mateu para la que ya había realizado varias trabajos por encargo. A partir de esa fecha comenzó su etapa de mayor creación gráfica: ilustra las cubiertas de los libros, diseña las colecciones y dirige el marketing y la promoción de las nuevas publicaciones.
Como dibujante realizó centenares de ilustraciones para colecciones de libros infantiles y como director artístico promovió, durante los años que dedicó a Mateu, la edición de importantes colecciones de autores clásicos de la literatura española y europea con las notas distintivas, todas ellas, de presentar originales y artísticos diseños en sus portadas, la mayoría de las cuales, realizaba personalmente dotando a cada volumen de un valor artístico añadido. Gran parte de estas publicaciones fueron primeras ediciones en castellano de obras emblemáticas, como Ana Karenina, de L. Tolstoi, El jugador, de Dostoievski o Las flores del mal, de Baudelaire. Mención especial merece, por la repercusión que tuvo en el momento de su publicación, el volumen de Orgullo y prejuicio, de Jane Austen. 
La Editorial Mateu fue muy conocida en España durante la década de los 60 por ser la pionera en la publicación de fascículos. Series como Las Grandes Religiones Ilustradas, España, ¡Qué hermosa eres!, "La Divina Comedia”, de Dante ilustrada por Doré o "El Quijote" ilustrado por Dalí, entre otros títulos, sirvieron para hacer accesible al gran público este tipo de obras.  
En todas estas ediciones, Acosta Moro llevó la diagramación, la dirección artística y, en la mayoría de los casos, realizó también las fotografías del interior.
En el año 1966 Francisco Mateu, junto a otros editores europeos entre los que se hallaba Ángelo Rizzoli (el fundador de RCS MediaGroup) , encargó a Acosta Moro las pinturas para La Divina Comedia de Dante Alighieri, en una edición de gran formato en la que el primer título era, Las pinturas negras de Goya. Esta gran responsabilidad sumió al artista en un estado febril que le acompañó todo el tiempo que trabajó en este proyecto, al cual se dedicó de una manera absoluta en un estado de frenética actividad para terminarlo en el plazo requerido. En el contrato firmado se especificaba que el plazo para finalizar las pinturas (54 en total), sería de dos años y el artista empleo tres. Eso hizo que las editoriales europeas se enfriaran y decidieran hacer una edición más asequible en fascículos, cuestión que desagradó enormemente a Acosta Moro, el cual, finalmente, se negó a aceptar ese tipo de publicación. Mateu lo entendió y cedió todos los derechos de sus pinturas al artista.
Colaboró con sus ilustraciones infantiles y juveniles en otros sellos editoriales como Toray, Bruguera, Juventud, Sopena, Roma, Betis, etc.
Su vocación literaria se hizo patente con la aparición de la obra  (texto y fotos), Trece historias sobre la Muerte, publicado por el editor y escritor Tomás Salvador en la editorial Marte. En este enigmático libro, los personajes adquieren una nueva dimensión, como si fuesen seres perdidos en sus incertidumbres, “en sus momentos críticos, en su pequeñez y en su grandeza". Al año siguiente (1968), se publica Cabeza de muñeca, excombatiente e introducción dedicada a un buzo, también con texto y fotos, obra muy extraña que a las pocas semanas de aparecer, fue censurada y retirada por la policía franquista por considerarla un ataque a los principios del régimen.

#### Segunda etapa: Cine y Fotografía
A mediados de los años 60, Acosta Moro, que ya había colaborado anteriormente con Francisco Macián, trabajó de nuevo para él, haciendo fondos para las películas de dibujos animados Candelita y El mago de los sueños.
En esa época comenzó a interesarse por el cine llegando, incluso, a intervenir como actor en la película La banda del Pecas.
Para Luis Acosta, la fotografía y el cine eran una cuestión de armonía y concepto; buscaba la textura y el sentido de las imágenes. Los encuadres, la percepción del color, el equilibrio, el sentido del escenario, el manejo del material humano y la luz, sobre todo, fueron elementos dominantes en sus creaciones.
Sus fotografías comenzaron a popularizarse y llegó a convertirse en uno de los mejores y más cotizados fotógrafos de Europa.
Por el objetivo de sus cámaras desfilaron modelos muy conocidas en la época: Margit Kocsis, Willy Van Rooy, Jenny Kooiman, Veruschka, etc., cantantes y artistas como Carmen Sevilla, Miguel Gallardo o Carmen Amaya, entre otros, mientras que sus innovadoras técnicas hacían que muchos incipientes fotógrafos acudieran a su estudio para formarse.

#### Tercera etapa: El mundo de la publicidad
A principios de los años 70, empezó  a interesarse por la imagen publicitaria y, tras un aprendizaje muy duro (toda su formación es autodidacta), los retratos y otras creaciones que salen de su estudio fotográfico comenzaron a ser conocidos fuera de España.
Paralelamente, aceptó su nombramiento como Director artístico de una conocida firma de cosméticos y con ello comenzó una larga andadura en el incipiente mundo de la publicidad, alcanzando a diseñar las campañas promocionales y la imagen de marca de un buen número de productos de las principales empresas europeas.
A partir de 1970, sus  imágenes fueron la base de centenares de anuncios publicitarios (rodó unos 500 para la televisión), tanto gráficos como spots televisivos de todo tipo de productos, que se vieron en los medios de comunicación españoles durante más de tres décadas. Entre ellos destaca el que dirigió en 1977 con Salvador Dalí como protagonista.
Al igual que ocurriera unos años antes con la fotografía, en el sector del cine publicitario, Acosta Moro fue uno de los profesionales más reconocidos.
En el año 1993, dio un giro a su actividad para dedicarse por completo a la literatura. Escribió más de una decena de novelas, algunas inéditas, ambientadas en un universo que sorprende  al lector por sus planteamientos sobre la vida, el sexo, el amor, la amistad y las historias que se narran.

## Obra

### Narrativa
- Cabeza de muñeca, excombatiente e introducción dedicada a un buzo,  Barcelona, Ediciones Marte, 1968. (Serie “La barca de Caronte”), ISBN 978 8472490260

- Trece historias sobre la muerte, Barcelona, Ediciones Marte,1967. ISBN 978 8472490147

### Ilustraciones
- Ana Karenina, F. Dostoievski (Trad. de Vicente Santiago), Barcelona, Mateu, 1961.
- Crimen y Castigo,  F. Dostoievski, Barcelona, Mateu, 1961.
- El jugador,  F. Dostoievski. Barcelona, Mateu, 1962.
- El satiricón,  Petronio. Barcelona, Mateu, 1964.
- Orgullo y prejuicio,  Jane Austen, Barcelona, Ediciones Marte, 1964.
- La rueda de los ocios,  Camilo José Cela, Barcelona, Mateu, 1962.
- Mis mejores páginas,  José Martínez Ruiz “Azorín”: Barcelona, Mateu, 1961. (Col. Literatura Castellana, Antologías).
- El tiempo: Trece narraciones cortas,  Ana M.ª Matute. Barcelona, Mateu, 1963.
- El rojo y el negro,  Stendhal. (Trad. de Vicente Santiago). Barcelona, Mateu, 1963.
- Arte de amar, Ovidio. (Trad. José Castellano), Barcelona, Mateu, 1964
- Confesiones,  San Agustín, (prólogo de José Antonio Sanz Manero), Barcelona, Mateu, 1966.
- Las flores del mal,  Ch. Baudelaire,(Trad. de Ana María Moix), Barcelona, Mateu, 1966.
- L´advocat del diable, Morris West. (Catalán,Trad. Johana Givanel). Barcelona, Mateu, 1963.
- El libro de los misterios, Gustav Büscher, Barcelona, Mateu, 1961.
- Kira,  Víctor Nekrassov, Barcelona, Editorial Mateu, 1962.
- El libro de las maravillas (Trad. de Fernando Gracia). Barcelona, Mateu, 1961.
- Cautiva del Harén y generaciones,  Pierre Benoit. Barcelona, Mateu, 1962.
- Genoveva, Mª Luz del Vado, Barcelona, Ediciones Marte, 1964.
- Cabeza de muñeca, excombatiente e introducción dedicada a un buzo, Luis Acosta Moro, Barcelona, Ediciones Marte, 1968. (Serie “La barca de Caronte”).
- Los documentos del Mar Muerto, de Pablo Herrero. Barcelona, Mateu, 1963.
- Historia concordada de los Concilios Ecuménicos, de José Delgado Sánchez. Barcelona, Mateu, 1962.

### Texto e ilustración
- Cabeza de muñeca, excombatiente e introducción dedicada a un buzo, Luis Acosta Moro, Barcelona, Ediciones Marte, 1968. (Serie “La barca de Caronte”).
- Trece historias sobre la muerte, Luis Acosta Moro, Barcelona, Ediciones Marte, 1967.

### Ilustración infantil y juvenil
- Mi Diccionario Ilustrado, Concepción Zendreda, Luis Acosta Moro (French&Europeam Publications Incorporated, 1974 (Vol.nº 17 de la colección “Campanilla”), ISBN 978 0828860727
- ABC de los niños, Luis Acosta Moro, ilust. Luis Acosta Moro, Barcelona, Editorial Sopena, 1960. (Serie “Sueños infantiles”).
- Los esquimales, Mª Luz del Vado, Ilustraciones de Luis Acosta Moro, Barcelona, Bruguera, 1961. (Vol. 5 de la col. “Dos amigos”).
- En el circo, Mª Luz del Vado, Ilustraciones de Luis Acosta Moro, Barcelona, Bruguera, 1961. (Col. “Dos amigos”).
- La orquesta de Susi, Mª Luz del Vado, Ilustraciones de Luis Acosta Moro, Barcelona, Bruguera, 1961.
- En la playa, Mª Luz del Vado, Ilustraciones de Luis Acosta Moro, Barcelona, Bruguera, 1961. (Col. “Dos amigos”).
- De viaje, Mª Luz del Vado, Ilustraciones de Luis Acosta Moro, Barcelona, Bruguera, 1961. (Col. “Dos amigos”).
- El arbolito de Navidad, Mª Luz del Vado, Ilustraciones de Luis Acosta Moro, Barcelona, Bruguera, 1961. (Col. “Dos amigos”).
- Un baile de disfraces, Mª Luz del Vado, Ilustraciones de Luis Acosta Moro, Barcelona, Bruguera, 1961. (Col. “Dos amigos”).
- Tus amigos los animales, Mª Luz del Vado, Ilustraciones de Luis Acosta Moro, Barcelona, Betis, 1962. (Serie “Rincón del niño”).
- ¿Qué seré? , Mª Luz del Vado, Ilustraciones de Luis Acosta Moro, Barcelona, Editorial Sopena, 1961. (Serie “Sueños infantiles”).
- ¡Esos antiguos y bonitos cacharros! , Mª Luz del Vado, Ilustraciones de Luis Acosta Moro, Barcelona, Betis, 1962. (Col. “Rincón del niño”).
- Una nueva amiguita, Mª Luz del Vado, Ilustraciones de Luis Acosta Moro, Barcelona, Bruguera, 1961.
- De viaje, Mª Luz del Vado, Ilustraciones Luis Acosta Moro, Barcelona, Bruguera, 1961.
- El pelícano esquiador, Mercedes Blanco, Ilustraciones de Ramón Sabatés y Luis Acosta Moro, Barcelona, Bruguera, 1974. (Col. “Travesuras”).
- El pájaro bobo, Mercedes Blanco, Ilustraciones de Ramón Sabatés y Luis Acosta Moro, Barcelona, Bruguera, 1974. (Col. “Travesuras”).
- Concierto en el bosque, Mercedes Blanco, Ilustraciones Ramón Sabatés y Luis Acosta Moro, Barcelona, Bruguera, 1974. (Col. “Travesuras”).
- Una tarde en el circo, Eugenio Sotillos, Ilustraciones de Luis Acosta Moro, Barcelona, Toray, 1959. (Serie “Cuentos de cinemascope”).
- El caballito Serafín y otros cuentos, Mercedes Blanco, Ilustraciones de Manuel Jiménez Arnalot, Ramón Sabatés y Luis Acosta Moro, Barcelona, Bruguera, 1974. (Col. “Travesuras”).ISBN 9788402038456
- Un día en las carreras, Eugenio Sotillos, Ilustraciones de Luis Acosta Moro, Barcelona, Toray, 1959.
- Los dos enemigos,  Emilio Salgari. Barcelona, Edic. La Rinoceronte, 1965.
- Los estranguladores,  Emilio Salgari. Barcelona, Edic. La Rinoceronte, 1965.
- La reconquista de un imperio, de Emilio Salgari. Barcelona, Edic. La Rinoceronte, 1965.
- El Cid Campeador, de Javier Fernández, Barcelona, Mateu, 1962.
- Pinocho, Mª del Carmen Iglesias, Barcelona, Editorial Mateu, 1961. (Col. Grumete).
- Tus amigos los animales, Barcelona, Betis, 1962
- Relatos del Delta,  Sebastián Juan Arbo. Barcelona, Mateu, 1965.
- Caballo loco en “El sendero de la guerra”, versión de Carlos Alvear. Barcelona, Mateu, 1964
- Aventuras de comandos: Hazañas bélicas de Rex Royal (Comando uno) ,  José Repollés. Barcelona, Mateu, 1961

### Dibujos en películas de animación
- El mago de los sueños, Director: Francisco Macián, Fondos: Luis Acosta Moro, España, 1966.